# Лютый, Игнат Карпович
Игнат Карпович Лютый (27 ноября 1913 — 13 июля 1987) — заряжающий 120-мм миномёта 14-го гвардейского воздушно-десантного Ясского полка (6-я гвардейская воздушно-десантная Кременчугско-Знаменская Краснознамённая ордена Суворова дивизия, 25-й гвардейский стрелковый корпус, 7-я гвардейская армия, 2-й Украинский фронт), гвардии младший сержант, участник освободительного похода РККА в Западную Украину и в Западную Белоруссию в сентябре 1939 года. Участник советско-финской войны 1939-1940 годов. Участник Великой Отечественной войны, кавалер ордена Славы трёх степеней.

## Биография
Родился 27 ноября 1913 года в селе Рубань Брацлавского уезда Подольской губернии, ныне Немировского района Винницкой области Украины. Из семьи крестьянина. Украинец.
Окончил 7 классов школы. Работал в колхозе, затем на промышленных предприятиях. В 1935-1937 годах отслужил срочную службу в Красной армии. В 1939 году повторно был призван в Красную армию. Участник освободительного похода РККА в Западную Украину и в Западную Белоруссию в сентябре 1939 года. Участник советско-финской войны 1939-1940 годов. В самом начале войны, 11 декабря 1939 года, был тяжело ранен. После длительного лечения в 1940 году демобилизован. Жил в городе Куйбышев (ныне Самара), работал на заводе.
Во время Великой Отечественной войны повторно был призван в Красную армию Кировским районным военкоматом города Куйбышев в декабре 1942 года. Участник Великой Отечественной войны с февраля 1943 года. В феврале-апреле 1943 года воевал на Северо-Западном фронте, а после пребывания в тылу на переформировании воинской части с июля 1943 - на Степном фронте в составе 29-го гвардейского воздушно-десантного полка 7-й гвардейской воздушно-десантной дивизии. С того же лета 1943 года и до Победы воевал миномётчиком в 14-м гвардейском воздушно-десантном полку на Степном, с октября 1943 - на 2-м Украинском фронтах. Участник Курской битвы и битвы за Днепр.
Заряжающий 120-мм миномёта 14-го гвардейского воздушно-десантного полка (6-я гвардейская воздушно-десантная дивизия, 7-я гвардейская армия, Степной и 2-й Украинский фронты) гвардии красноармеец Лютый Игнат Карпович геройски действовал в Белгородско-Харьковской наступательной операции. В бою на окраине города Ахтырка (Сумская область, Украинская ССР) 22 августа 1943 года точным огнём из своего миномёта уничтожил 3 огневые точки и до 20 гитлеровцев. С большим риском для жизни вынес с поля боя тяжело раненого командира взвода. В время Корсунь-Шевченковской наступательной операции в бою под городом Корсунь Киевской области (ныне г. Корсунь-Шевченковский Черкасской области Украины) 18 февраля 1944 года в рукопашной схватке уничтожил 5 немецких солдат и взял с плен 1 унтер-офицера.
За образцовое выполнение боевых заданий Командования на фронте борьбы с немецкими захватчиками и проявленные при этом доблесть и мужество приказом частям 6-й гвардейской воздушно-десантной дивизии № 025/н от 16 августа 1944 года гвардии красноармеец Лютый Игнат Карпович награждён орденом Славы 3-й степени.
Наводчик 120-мм миномёта 14-го гвардейского воздушно-десантного полка (6-я гвардейская воздушно-десантная дивизия, 7-я гвардейская армия, 2-й Украинский фронт) гвардии младший сержант Лютый Игнат Карпович проявил себя отличным миномётчиком в Ясско-Кишинёвской стратегической наступательной операции. При разведке боем немецкой обороны 19 августа 1944 года точным огнём уничтожил наблюдательный пункт, миномётную батарею и до 20 румынских солдат.
В бою 21 августа на подступах к городу Тыргу-Фрумос, поддерживая атакующую пехоту, в короткий срок поразил 4 миномётные позиции, уничтожив миномёты вместе с их прислугой, а также 3 пулемётные точки. К исходу дня город был взят.
За образцовое выполнение боевых заданий Командования на фронте борьбы с немецкими захватчиками и проявленные при этом доблесть и мужество приказом частям 6-й гвардейской воздушно-десантной дивизии № 030/н от 15 сентября 1944 года гвардии младший сержант Лютый Игнат Карпович награждён орденом Славы 3-й степени. Указом Президиума Верховного Совета СССР от 24 октября 1966 года был перенаграждён орденом Славы 1-й степени.
Заряжающий 120-мм миномёта 14-го гвардейского воздушно-десантного полка гвардии младший сержант Лютый Игнат Карпович вновь отличился в Братиславско-Брновской наступательной операции. В ожесточённом бою за село Тура (ныне в составе Нитрьанского края, Словакия) 25 марта 1945 года стрелковые подразделения с потерями залегли под перекрёстным огнём двух дзотов. Быстро изготовив миномёт для стрельбы и с риском для жизни определив координаты целей, открыл беглый огонь. Последовательно накрыл и уничтожил обе огневые точки, обеспечив тем самым успешную атаку.
За образцовое выполнение боевых заданий Командования на фронте борьбы с немецкими захватчиками и проявленные при этом доблесть и мужество приказом войскам 7-й гвардейской армии № 0187/н от 31 мая 1945 года гвардии младший сержант Лютый Игнат Карпович награждён орденом Славы 2-й степени.
В 1945 году И. К. Лютый был демобилизован. Жил в родном селе Рубань. Работал заведующим столярной мастерской. Член ВКП(б)/КПСС с февраля 1945 года.
Умер 13 июля 1987 года. Похоронен в селе Рубань Немировский район.

## Награды
- Орден Отечественной войны I степени (11.03.1985)[2]
- Орден Славы 1-й (24.10.1966)[3], 2-й (31.05.1945)[4] и 3-й (16.08.1944)[5] степеней
- медали, в том числе:

- - «В ознаменование 100-летия со дня рождения Владимира Ильича Ленина» (6 апреля 1970)
  - «За победу над Германией» (9 мая 1945[6])[7]

- - «20 лет Победы в Великой Отечественной войне 1941—1945 гг.» (7 мая 1965[8])
  - «30 лет Победы в Великой Отечественной войне 1941—1945 гг.»[9]
  - 40 лет Победы в Великой Отечественной войне 1941—1945 гг.[10]
  - «30 лет Советской Армии и Флота»[11]
  - «40 лет Вооружённых Сил СССР»[12]
  - «50 лет Вооружённых Сил СССР» (26 декабря 1967[13])
- Знак «25 лет победы в Великой Отечественной войне» (1970)

## Память
- На могиле установлен надгробный памятник
- Его имя увековечено в Главном Храме Вооружённых сил России, и навсегда запечатлено на мемориале памяти»